# Kalksandsten

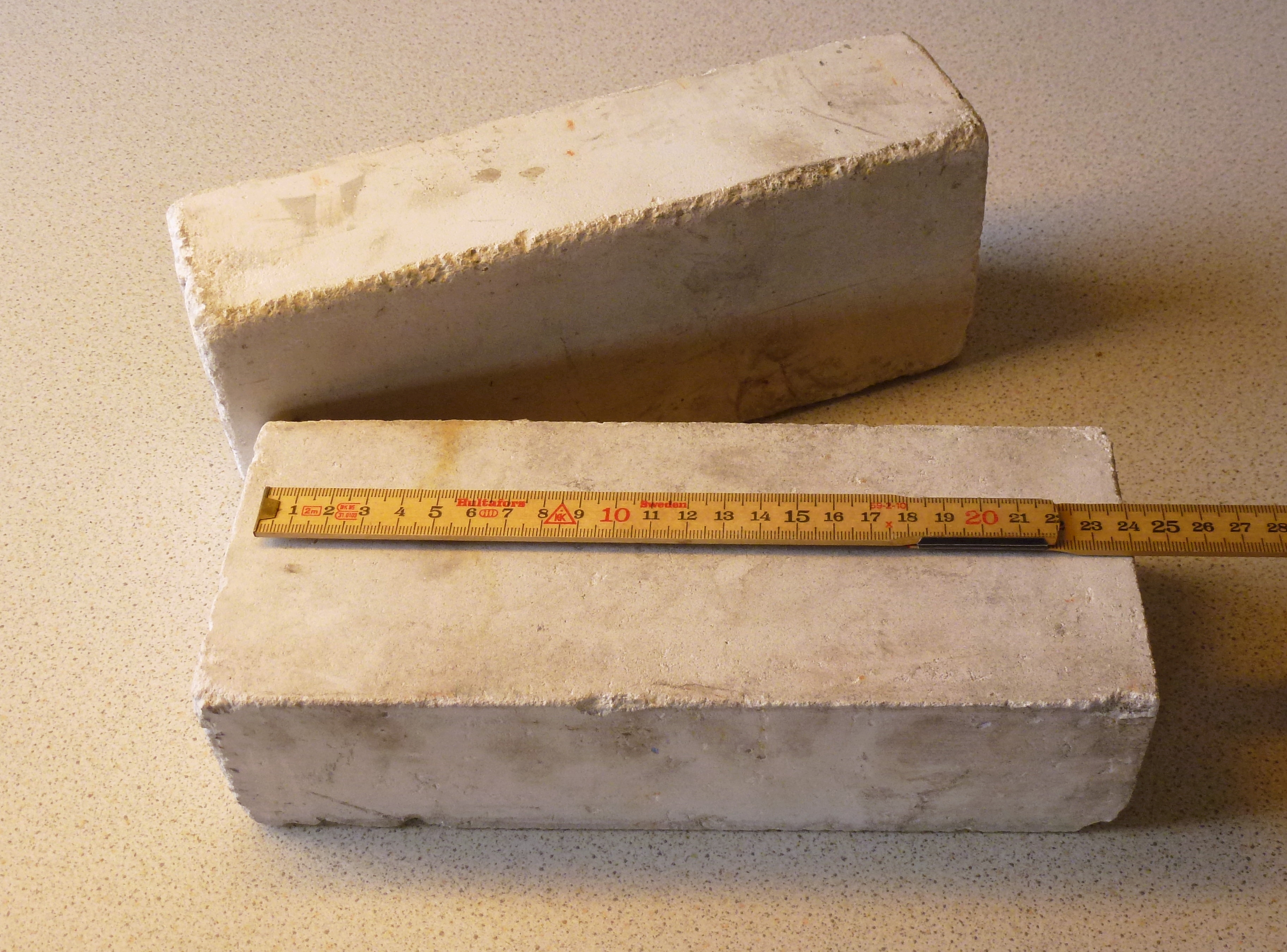
Kalksandsten.

Kalksandsten är en byggnadssten som är framställd av bränd kalk, sand och vatten. Råvarorna blandas och därefter formas stenarna i pressar under högt tryck för att därefter genomgå en härdningsprocess i en autoklav. Kalksandsten är således resultat av en kemisk process och en helt annan än den för lerteglet. Kalksandstenen ånghärdas istället för att brännas.

## Benämning

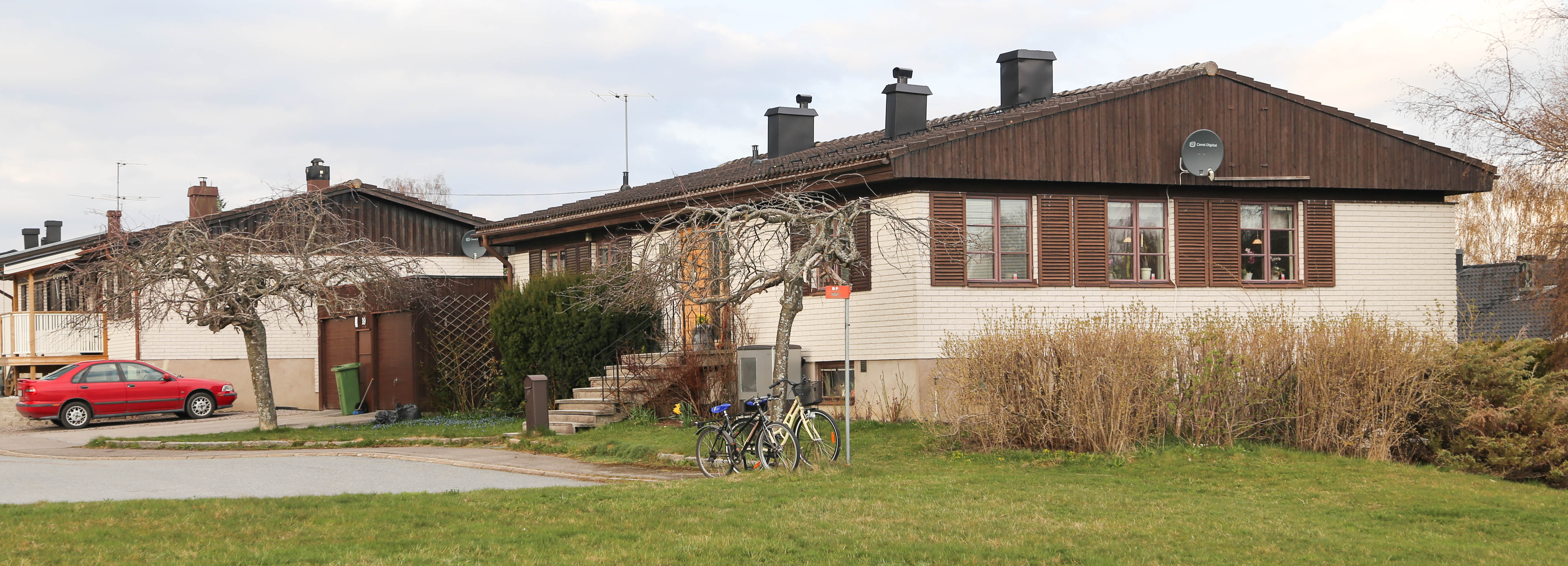
Bostadsområde med villor byggda av kalksandsten, i början på 1970-talet

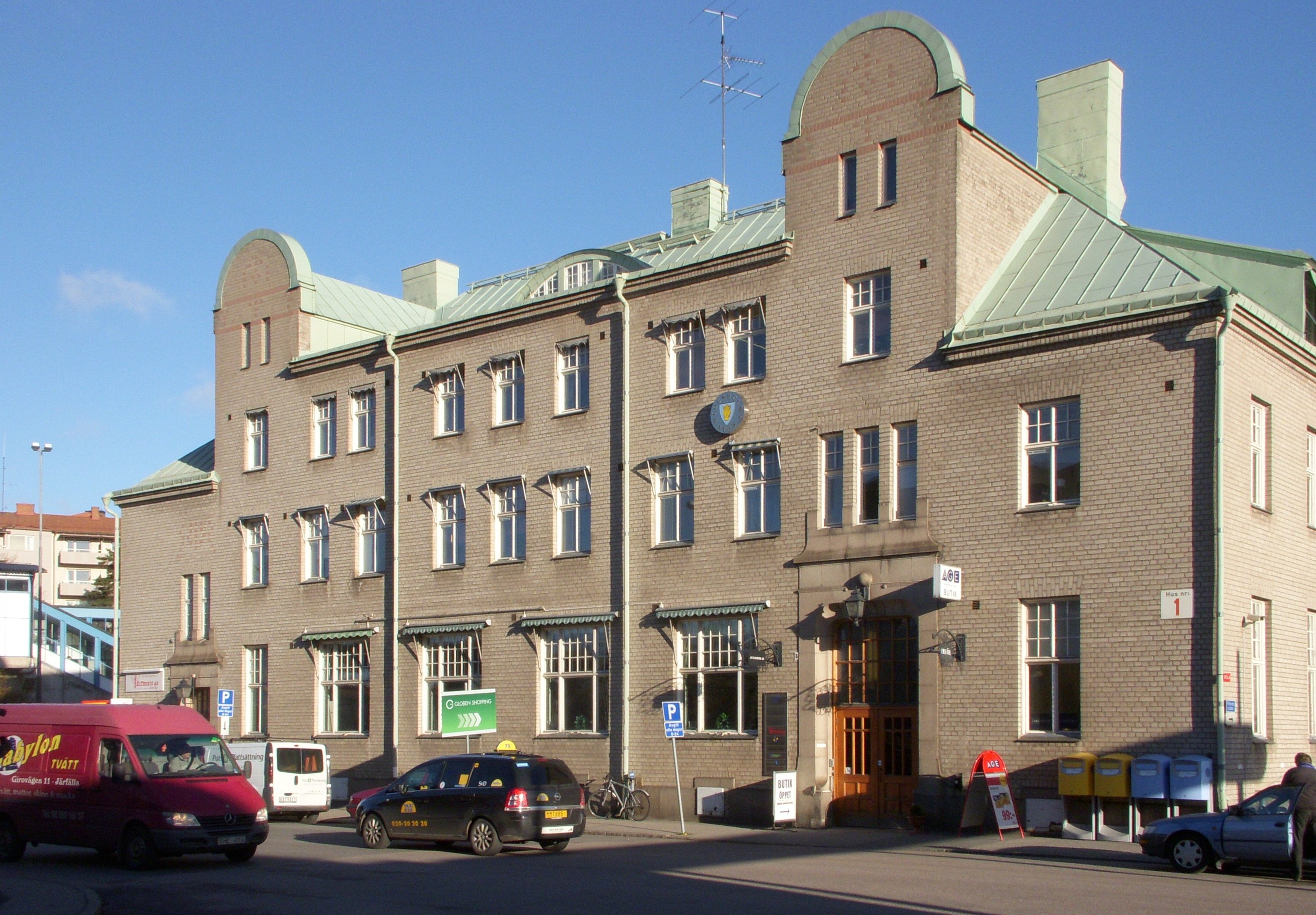
Enskede slakthus är byggt i kalksandsten, 1912.

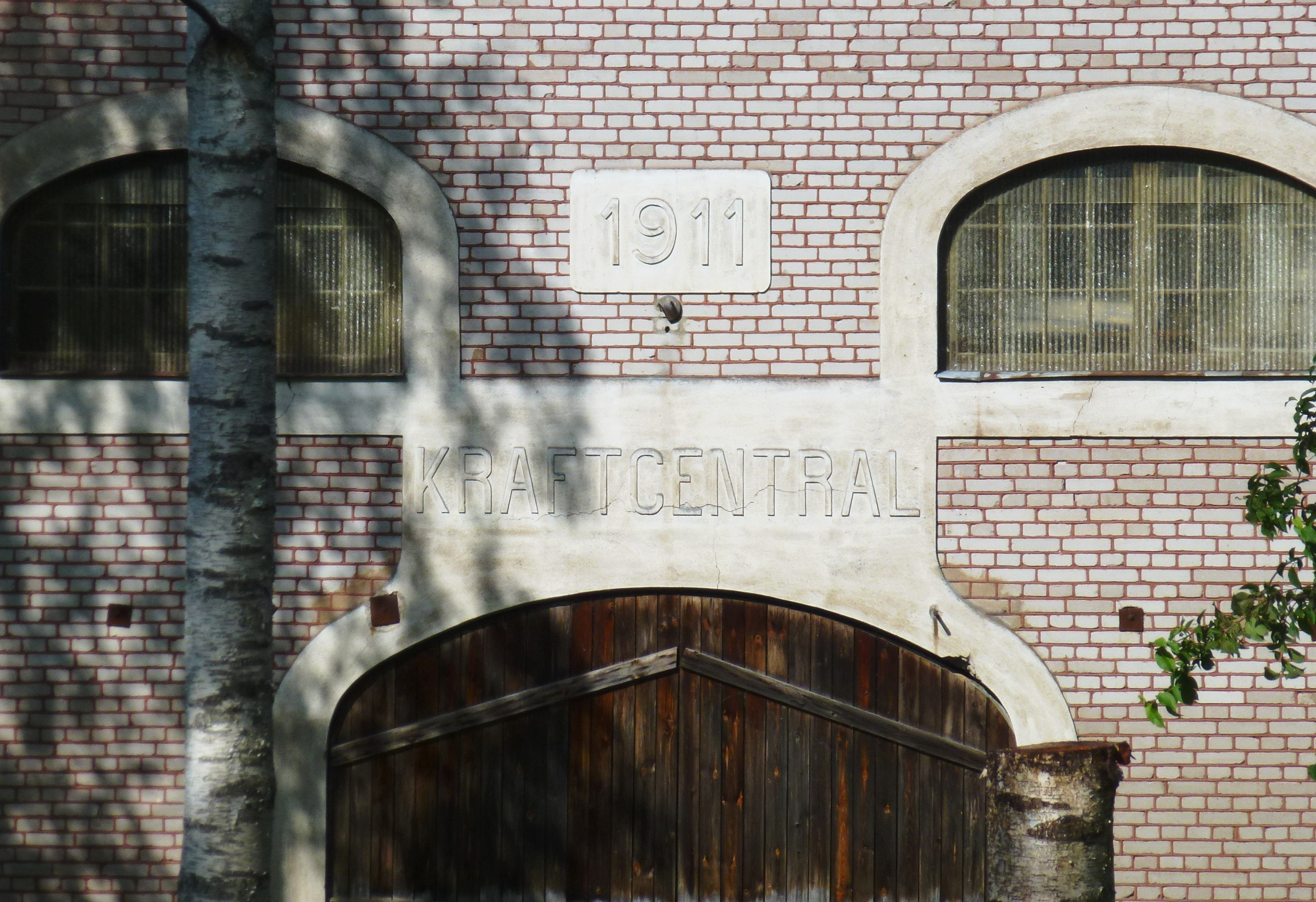
Lekombergs kraftcentral, 1911-1912.

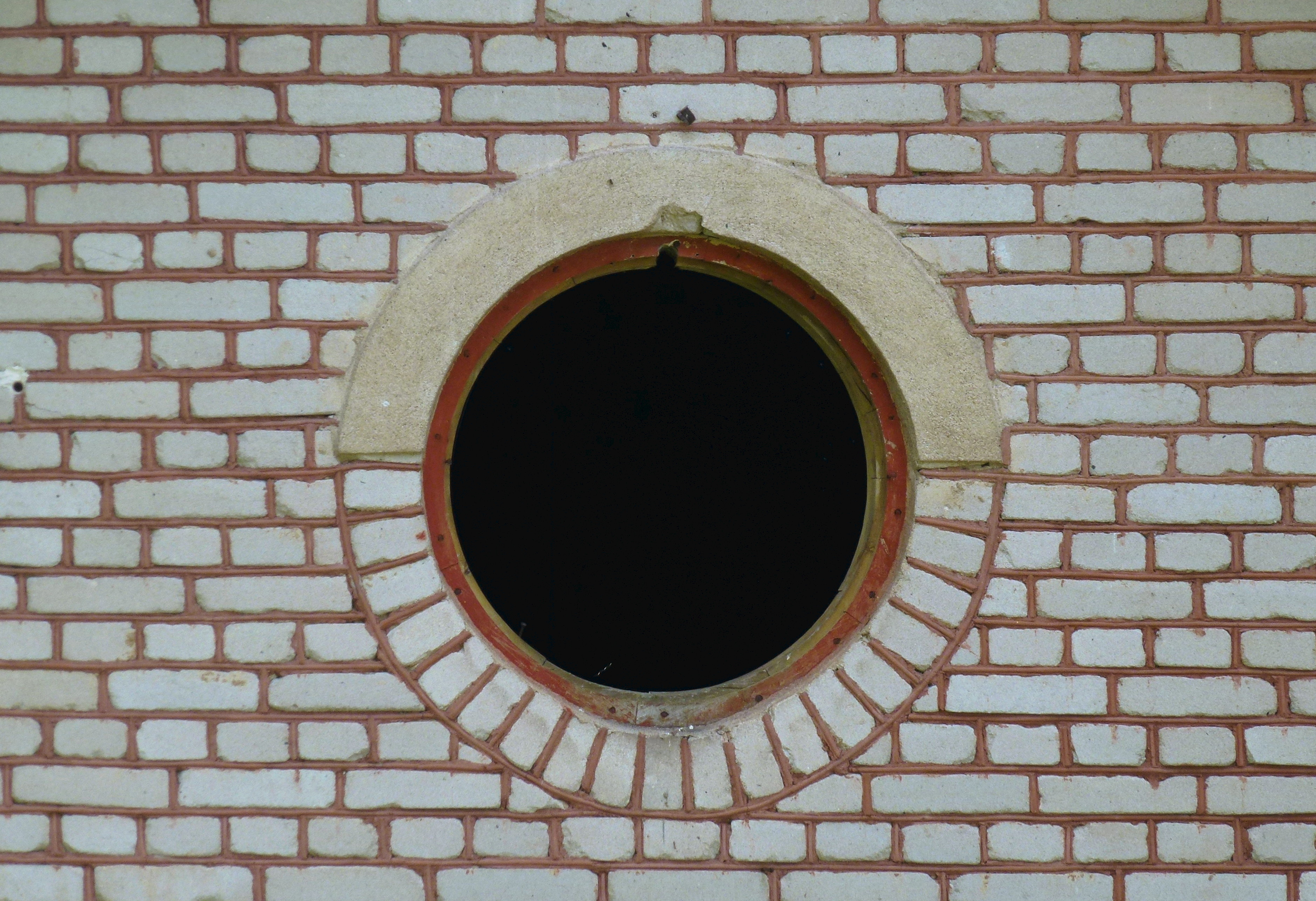
Ivikengruvans pumpstation, fasaddetalj.

Kalksandsten har haft många olika benämningar, bland annat kalkcementtegel, KS-sten, silikattegel och kalksandtegel. Även det så kallade Mexiteglet är en kalksandsten.  MEXI är dock ett produktnamn på den kalksandsten som började tillverkas i Kvarntorp 1965.
Produkten blev även känd under namnet Ludvikategel efter den kalksandstensfarbiken som anlades 1902-1903 under namnet Bergslagernas Tegel- och Kalkbruk AB i Ludvika. Bruket lades troligen ned någon gång mellan 1947 och 1950. Sanden, som var den ena huvudingrediensen, hämtades dels från ett sandtag i Sunnansjö, dels sögs den upp från sjöbottnen av sjön Väsman. Teglet har använts till många kraftstationsbyggnader och pumpstationer runt om vid gruvorna som exempelvis i Lekombergs kraftcentral och Ivikengruvans pumpstation. På dessa båda byggnader användes även rödfärgade tegelfogar.

## Historik
Upptäckten att en blandning av sand och en liten mängd kalk som utsattes för högt ångtryck hårdnade gjordes redan 1880 i Tyskland. År 1898 började produktionen av kalksandsten i Tyskland i större skala. I Sverige kom produktionen igång vid sekelskiftet 1900. Den första tillverkningen skedde vid Ragnhildsborgs kalksandstensfabrik, norr om Södertälje. 1902 anlades en fabrik i Visby och omkring 1904 en fabrik i Lomma. Redan 1911 fanns inte mindre än 16 fabriker runt om i landet. År 1920 tillverkades över 9,9 miljoner kalksandstenstegel i Sverige. Den ljusgråa stenen blev snabbt populär och användes gärna i industribyggnader, Exempelvis så är de första av Enskedes olika slakthus uppförda av kalksandsten. Produktionen i Ragnhildsborgs kalksandstensfabrik var omfattande och lades ner först på 1930-talet.

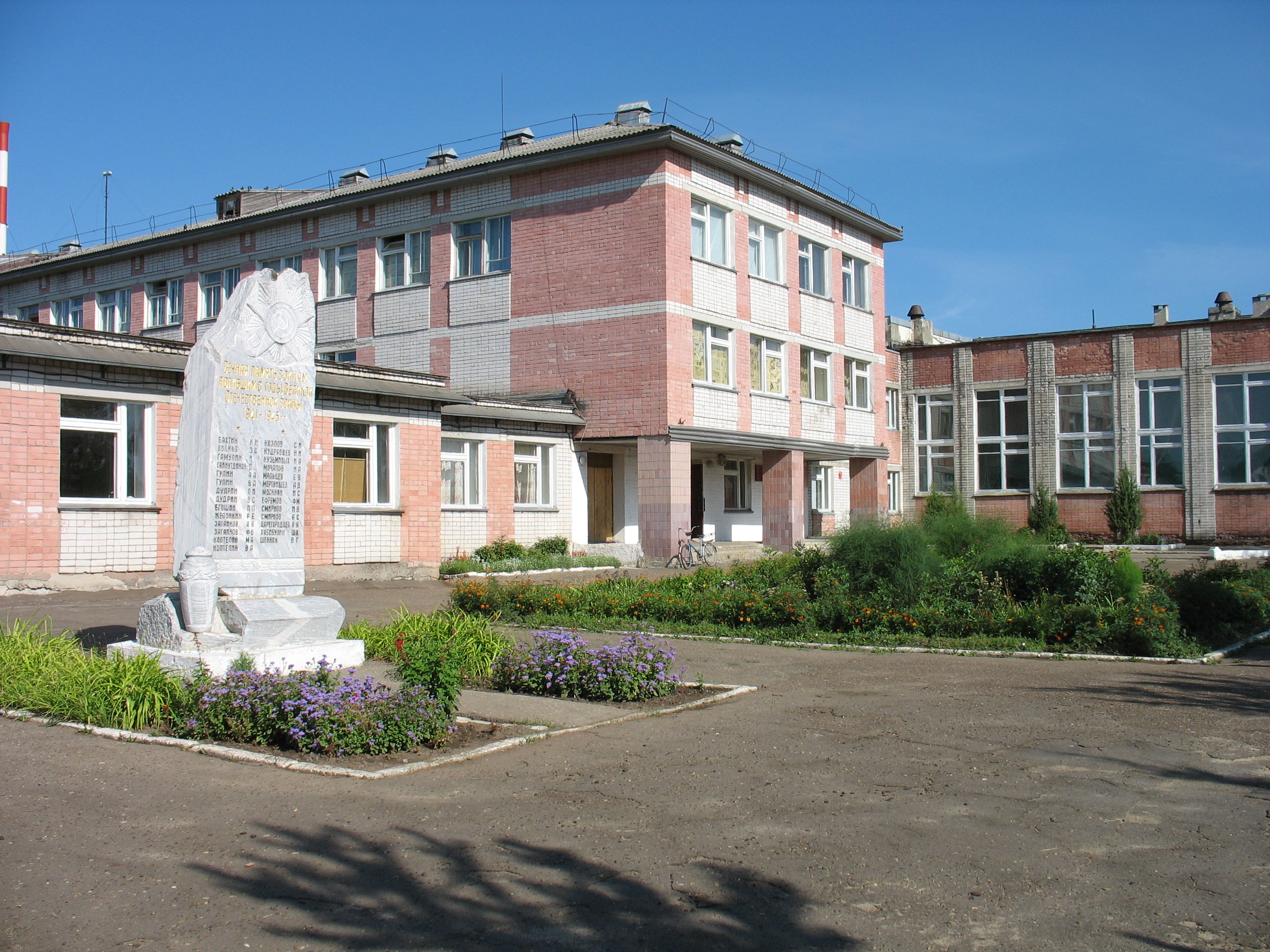
Sovjetisk skolbyggnad i rött (ler-) och vitt (silikat-) tegel.

Under 1970- och 1980-talet var kalksandsten flitigt använd i Sovjetunionen, där den kallas "vitt" eller "silikattegel" (силикатный кирпич). Byggnadsmaterialet hade tillverkats i Ryssland redan i slutet av 1800-talet, men bara i mindre skala. Den polska statliga import- och exportkoncernen Polimex-Cekop, som sedan 1951 samarbetade med svenska Ytong och Siporex rörande lättbetong, undertecknade 10 september 1971 ett avtal om leverans till Sovjetunionen av utrustning till 25 fabriker för silikattegel. Den 5 april 1973 öppnade en av dessa fabriker i Brjansk, numera under namnet EuroBrick. Polackerna gjorde liknande kontrakt med flera länder i Östeuropa och Asien.

## Tillverkningsprocess
Vid tillverkning av kalksandsten används råvarorna: sand (-sten) 95%, bränd kalk 5% samt vatten i form av ånga. Själva tillverkningsprocessen innebär att råvarorna blandas och massan pressas i formar under ett tryck av 150 - 200 ton. Efter att massan pressats samman till rätt format ånghärdades den i autoklaver. Det sker under 12 timmar med ett tryck av 12 atö. Vid autoklaveringen reagerar sandens kiselsyra, kalk och vatten och bildar kalciumhydrosilikater.